# 北野重人
北野 重人（きたの しげと）は、日本の経済学者。神戸大学経済経営研究所 教授、所長。専門は国際マクロ経済学。現在の研究課題は、グローバリゼーションとマクロ経済学。

## 経歴

### 学歴
- 平成15年 3月 - 名古屋大学大学院経済学研究科後期博士課程修了
- 平成15年 3月 - 名古屋大学より博士（経済学）の学位を取得

### 職歴
- 平成15年 4月 - 名古屋大学大学院経済学研究科助手
- 平成16年 4月 - 和歌山大学経済学部講師
- 平成18年 4月 - 和歌山大学経済学部助教授（平成19年 4月 准教授）
- 平成20年 4月 - 神戸大学経済経営研究所准教授
- 平成26年 1月 - 神戸大学経済経営研究所教授
- 令和 3年 4月 - 神戸大学経済経営研究所副所長
- 令和 5年 4月 - 神戸大学経済経営研究所長

### 受賞歴
- 神戸大学経済経営研究所 平成14年度兼松フェローシップ入賞 2003年5月
- 大阪大学社会経済研究所 第5回社研・森口賞入選 2003年1月